# Aydıncık (district, Mersin)
Aydıncık is een Turks district in de provincie Mersin en telt 11.647 inwoners (2007). Het district heeft een oppervlakte van 442,0 km². Hoofdplaats is Aydıncık.
De bevolkingsontwikkeling van het district is weergegeven in onderstaande tabel.
| 1997   | 2000   | 2007   |
| ------ | ------ | ------ |
| 12.580 | 11.501 | 11.647 |